# Killik (rivière)
Pour les articles homonymes, voir Killik.

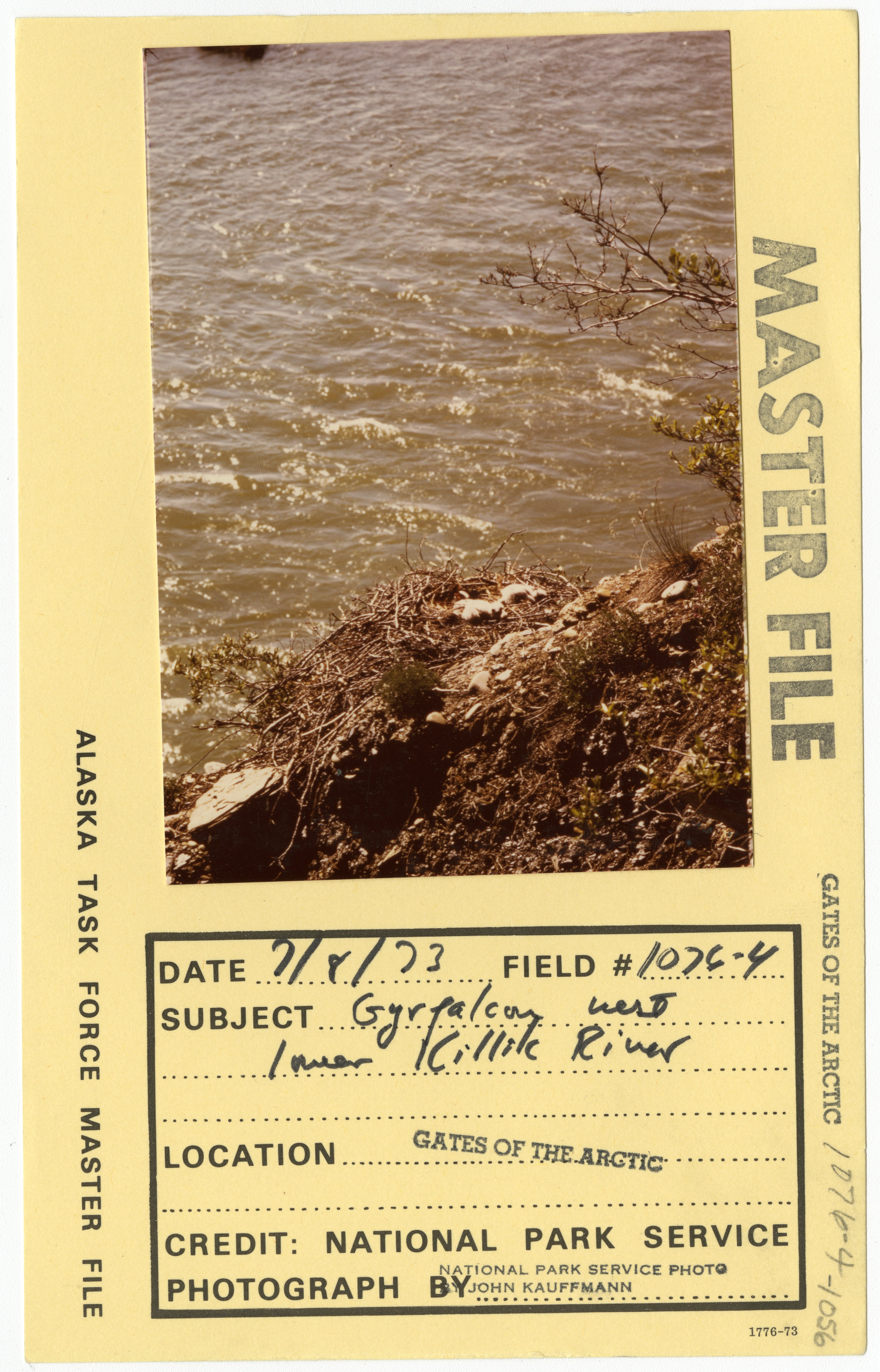
Nid de Faucon gerfaut le long de la rivière Killik.

La rivière Killik est un cours d'eau d'Alaska, aux États-Unis située dans l'Alaska North Slope. C'est un affluent de la rivière Colville.
Longue de 105 milles (169 km), elle est formée à sa source du confluent de deux ruisseaux, l'April et le Kakivilak, et rejoint la rivière Colville à 52 milles (84 km) au sud-ouest d'Umiat dans l'Alaska North Slope.

## Histoire
La rivière porte un nom eskimo qui a été noté pour la première fois en 1885, et référencé en 1901 par W.J. Peters et F.C. Shrader de l'United States Geological Survey. Les Eskimos actuellement nomment ce cours d'eau Kitlik et les habitants de sa vallée Kitlikmiut.

## Affluent
- Okokmilaga

## Sources
- (en) « Killik (rivière) », Geographic Names Information System